# Masayuki Miura
Masayuki Miura (ur. 4 listopada 1966) – japoński piłkarz występujący na pozycji obrońcy.

## Kariera piłkarska
Od 1985 do 1996 roku występował w JEF United Ichihara, PJM Futures, Ventforet Kofu i Consadole Sapporo.